# Oligoaeschna poeciloptera
Oligoaeschna poeciloptera – gatunek ważki z rodziny żagnicowatych (Aeshnidae).